# UK Jive
UK Jive je dvacáté první studiové album anglické rockové skupiny The Kinks. Bylo vydáno 2. října 1989. Jedná se o konceptuální album o životě v současné společnosti.

## Seznam skladeb
Autorem všech skladeb je Ray Davies, pokud není uvedeno jinak.
1. „Aggravation“ – 6:10
2. „How Do I Get Close“ – 5:07
3. „UK Jive“ – 3:49
4. „Now and Then“ – 3:32
5. „What Are We Doing?“ – 3:38
6. „Entertainment“ – 4:19
7. „War Is Over“ – 3:41
8. „Down All the Days (Till 1992)“ – 4:57
9. „Loony Balloon“ – 5:03
10. „Dear Margaret“ (Dave Davies) – 3:27

## Obsazení
- Ray Davies – kytara, klávesy, zpěv
- Dave Davies – sólová kytara, zpěv
- Jim Rodford – baskytara
- Bob Henrit – bicí (s výjimkou „Entertainment“)
- Mick Avory – bicí v „Entertainment“